# Услуга информационог друштва
Услуга информационог друштва је услуга која се пружа на даљину уз накнаду путем електронске опреме и складиштења података, на лични захтев корисника услуга, а посебно преодаја робе и услуга путем интернета, нуђење података и рекламирање путем интернета, електронски претраживачи, као и омогућавање тражења података и услуга које се преносе електронском мрежом, обезбеђивање приступа мрежи или складиштење података корисника услуга.

## Информационо друштво
Информационо друштво је термин којио описује друштво у коме стварање, дистрибуција и манипулација информацијом, постају најзначајнија економска и културна активност и по структури је супротно индустријском и агрикултурном моделу.

### Примарни алати информационог друштва
Примарни алати информационог друштва, као постиндустријског друштва, су компјутери и средства телекомуникације, а средства транспорта су интернет и масовни медији. Овај модел карактерише употреба распрострањене компатибилне технологије за личне, едукативне, пословне и социјалне активности, као и брз и лак пренос информација без обзира на гео-политичке границе.
Информационо друштво омогућава приступ: информацији, људима, сервисима или услугама, Технологијама.

## Пружалац услуга информационог друштва
Пружалац услуга информационог друштва је правно лице или предузетник који пружа услге информационог друштва. Пружање услуга информационог друштва је слободно. За пружање услуга информационог друштва није потребна дозвола или одобрење. Пружалац услуга мора, пре него што отпочне да обавља делатност пружања тих услуга, да буде регистрован у Агенцији за привредне регистре. Приликом пружања услуга информационг друштва, пружалац услуга није дужан да прегледа податке које је складиштио, пренео или учинио доступним, односно да испитује околности које би упућивале на недопуштено деловање корисника услуга.
Пружалац услуга дужан је да обезбеди да сваки податак из комерцијалне поруке који је делимично или у целини услуга информационог друштва задовољи следеће услове:
- Да је комерцијалну поруку могуће као такву јасно индетификовати у тренутку када је корисник услуга прими.
- Да је лице у чије име је комерцијална порука сачињена могуће јасно индетификовати.
- Да сваки промотивни позив за стављање понуде из комерцијалне поруке, укључујући попусте и поклоне, мора као такав бити јасно идентификован.
- Да услови који морају бити испуњени за стављање понуде из комерцијалне поруке морају бити лако доступни, као и да су предочени на јасан и недвосмислен начин.

## Спектар активности услуга информационог друштва
Проток информација и услуга у информационом друштву се одвија у широком спектру активности као што су:
Онлајн информационе услге:
- Новине
- Магазини
- Електронске базе података
- Библиотеке
- Онлајн-трговина

Онлајн агенције:
- Адвертајзинг
- Маркетинг
- Телешопинг
- Продаја некретнина
- Професоналне услге консултаната, преводиоца, дизајнера, компјутерских стручњака

Онлајн валидација:
- Овера електронских потписа
- Аутентикација

Онлајн конзументски сервиси
- Интерактивни телешопинг
- Истраживање и валидација промотивних понуда
- Информације о продуктима и роби

Онлајн туристичке услуге:
- Путовања
- Информације о авио и железничком транспорту
- Хотели
- Виртуелне посете музејима, историјским споменицима и местима

Онлајн услуге културне и индустрије медија и забаве:
- Размена уметничких-ауторских права
- Филмских, сликарских и графичких дела
- Куповина производа индустрије уметности и забаве у дигиталној форми
- Приступ стандардним и интерактивним онлајн радио и ТВ програмима

Нове телекомуникационе услуге по наруџбини:
- Видео-конференције
- Приступ интернету
- Електронска пошта
- Форуми

Онлајн едукација, формирање тзв. мреже знања:
- Виртуелне учионице
- Стицање диплома свих нивоа образовања
- Виртуални курсеви

Здравствене услуге:
- консултације са лекаром путем интернета
- Куповина лекова
- Тераписке инструкције.[2]